# S&M (single)

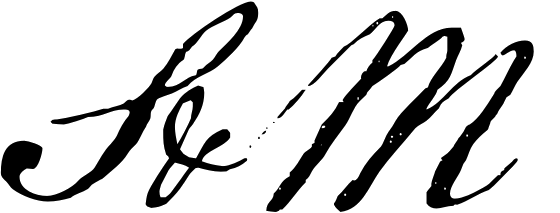
Beelmerk

S&M is de derde single van Rihanna's vijfde studioalbum Loud. Het nummer veroorzaakte veel kritiek in verschillende landen, waaronder de Verenigde Staten. In het nummer zingt Rihanna over 'Sex in the air, I don't care, I love the smell of it' en 'Chains and whips excite me'. Volgens Rihanna gaat deze tekst niet over seks. De single werd eind januari 2011 uitgebracht. Op 11 april werd er een officiële single uitgebracht, in samenwerking met Britney Spears. Die samenwerking zorgde ervoor dat Rihanna haar 5de nummer 1-hit haalde in de Amerikaanse Billboard Hot 100.

## Videoclip
De videoclip van S&M kwam uit op VEVO op 1 februari, waarin Rihanna met bananen en opblaaspoppen speelt. Deze clip werd verbannen op YouTube en mag in elf landen niet op televisie worden uitgezonden. Melina Matsoukas zorgde voor de regie van deze clip. Zij was eerder al verantwoordelijk voor de videoclips van Hard, Rude Boy & Rockstar 101. De video gaat over Sadomasochisme (in het Engels afgekort S&M), waarvan vormen te zien zijn in de videoclip.
Niet alleen de inhoud van de clip is omstreden, maar ook de uitwerking daarvan. (Mode)fotograaf David LaChapelle beweerde dat hij in 2002 een fotoserie maakte voor het modeblad Vogue die wel erg veel overeenkomsten vertoont met Rihanna's clip. Hij stapte naar de rechter.
De Engelse rechter bepaalde dat radiozenders in Engeland overdag slechts de "clean"-versie van het nummer mochten draaien, waarin de aanstootgevende woorden zijn weggelaten of veranderd.

## Promotie
Rihanna zong S&M voor het eerst op de Brit Awards. Ook waren Only Girl (In the World) en What's My Name? te horen op de Brit Awards. S&M werd ook toegevoegd aan het programma van Rihanna's tournee The Last Girl on Earth in Australië.

## Hitnoteringen

### Nederlandse Top 40
| Hitnotering: 19-02-2011 t/m 14-05-2011 | Hitnotering: 19-02-2011 t/m 14-05-2011 | Hitnotering: 19-02-2011 t/m 14-05-2011 | Hitnotering: 19-02-2011 t/m 14-05-2011 | Hitnotering: 19-02-2011 t/m 14-05-2011 | Hitnotering: 19-02-2011 t/m 14-05-2011 | Hitnotering: 19-02-2011 t/m 14-05-2011 | Hitnotering: 19-02-2011 t/m 14-05-2011 | Hitnotering: 19-02-2011 t/m 14-05-2011 | Hitnotering: 19-02-2011 t/m 14-05-2011 | Hitnotering: 19-02-2011 t/m 14-05-2011 | Hitnotering: 19-02-2011 t/m 14-05-2011 | Hitnotering: 19-02-2011 t/m 14-05-2011 | Hitnotering: 19-02-2011 t/m 14-05-2011 | Hitnotering: 19-02-2011 t/m 14-05-2011 |
| Week:                                  | 1                                      | 2                                      | 3                                      | 4                                      | 5                                      | 6                                      | 7                                      | 8                                      | 9                                      | 10                                     | 11                                     | 12                                     | 13                                     |                                        |
| -------------------------------------- | -------------------------------------- | -------------------------------------- | -------------------------------------- | -------------------------------------- | -------------------------------------- | -------------------------------------- | -------------------------------------- | -------------------------------------- | -------------------------------------- | -------------------------------------- | -------------------------------------- | -------------------------------------- | -------------------------------------- | -------------------------------------- |
| Positie:                               | 18                                     | 15                                     | 11                                     | 11                                     | 8                                      | 9                                      | 10                                     | 14                                     | 19                                     | 21                                     | 21                                     | 26                                     | 35                                     | uit                                    |

### NederlandseSingle Top 100
| Hitnotering: 12-02-2011 t/m 25-06-2011 | Hitnotering: 12-02-2011 t/m 25-06-2011 | Hitnotering: 12-02-2011 t/m 25-06-2011 | Hitnotering: 12-02-2011 t/m 25-06-2011 | Hitnotering: 12-02-2011 t/m 25-06-2011 | Hitnotering: 12-02-2011 t/m 25-06-2011 | Hitnotering: 12-02-2011 t/m 25-06-2011 | Hitnotering: 12-02-2011 t/m 25-06-2011 | Hitnotering: 12-02-2011 t/m 25-06-2011 | Hitnotering: 12-02-2011 t/m 25-06-2011 | Hitnotering: 12-02-2011 t/m 25-06-2011 | Hitnotering: 12-02-2011 t/m 25-06-2011 | Hitnotering: 12-02-2011 t/m 25-06-2011 | Hitnotering: 12-02-2011 t/m 25-06-2011 | Hitnotering: 12-02-2011 t/m 25-06-2011 | Hitnotering: 12-02-2011 t/m 25-06-2011 | Hitnotering: 12-02-2011 t/m 25-06-2011 | Hitnotering: 12-02-2011 t/m 25-06-2011 | Hitnotering: 12-02-2011 t/m 25-06-2011 | Hitnotering: 12-02-2011 t/m 25-06-2011 | Hitnotering: 12-02-2011 t/m 25-06-2011 | Hitnotering: 12-02-2011 t/m 25-06-2011 |
| Week:                                  | 1                                      | 2                                      | 3                                      | 4                                      | 5                                      | 6                                      | 7                                      | 8                                      | 9                                      | 10                                     | 11                                     | 12                                     | 13                                     | 14                                     | 15                                     | 16                                     | 17                                     | 18                                     | 19                                     | 20                                     |                                        |
| -------------------------------------- | -------------------------------------- | -------------------------------------- | -------------------------------------- | -------------------------------------- | -------------------------------------- | -------------------------------------- | -------------------------------------- | -------------------------------------- | -------------------------------------- | -------------------------------------- | -------------------------------------- | -------------------------------------- | -------------------------------------- | -------------------------------------- | -------------------------------------- | -------------------------------------- | -------------------------------------- | -------------------------------------- | -------------------------------------- | -------------------------------------- | -------------------------------------- |
| Positie:                               | 15                                     | 8                                      | 7                                      | 9                                      | 9                                      | 10                                     | 12                                     | 12                                     | 10                                     | 15                                     | 14                                     | 19                                     | 21                                     | 29                                     | 44                                     | 37                                     | 47                                     | 48                                     | 59                                     | 80                                     | uit                                    |

### VlaamseUltratop 50
| Hitnotering: 12-02-2011 t/m 25-06-2011 | Hitnotering: 12-02-2011 t/m 25-06-2011 | Hitnotering: 12-02-2011 t/m 25-06-2011 | Hitnotering: 12-02-2011 t/m 25-06-2011 | Hitnotering: 12-02-2011 t/m 25-06-2011 | Hitnotering: 12-02-2011 t/m 25-06-2011 | Hitnotering: 12-02-2011 t/m 25-06-2011 | Hitnotering: 12-02-2011 t/m 25-06-2011 | Hitnotering: 12-02-2011 t/m 25-06-2011 | Hitnotering: 12-02-2011 t/m 25-06-2011 | Hitnotering: 12-02-2011 t/m 25-06-2011 | Hitnotering: 12-02-2011 t/m 25-06-2011 | Hitnotering: 12-02-2011 t/m 25-06-2011 | Hitnotering: 12-02-2011 t/m 25-06-2011 | Hitnotering: 12-02-2011 t/m 25-06-2011 | Hitnotering: 12-02-2011 t/m 25-06-2011 | Hitnotering: 12-02-2011 t/m 25-06-2011 | Hitnotering: 12-02-2011 t/m 25-06-2011 | Hitnotering: 12-02-2011 t/m 25-06-2011 | Hitnotering: 12-02-2011 t/m 25-06-2011 | Hitnotering: 12-02-2011 t/m 25-06-2011 | Hitnotering: 12-02-2011 t/m 25-06-2011 |
| Week:                                  | 1                                      | 2                                      | 3                                      | 4                                      | 5                                      | 6                                      | 7                                      | 8                                      | 9                                      | 10                                     | 11                                     | 12                                     | 13                                     | 14                                     | 15                                     | 16                                     | 17                                     | 18                                     | 19                                     | 20                                     |                                        |
| -------------------------------------- | -------------------------------------- | -------------------------------------- | -------------------------------------- | -------------------------------------- | -------------------------------------- | -------------------------------------- | -------------------------------------- | -------------------------------------- | -------------------------------------- | -------------------------------------- | -------------------------------------- | -------------------------------------- | -------------------------------------- | -------------------------------------- | -------------------------------------- | -------------------------------------- | -------------------------------------- | -------------------------------------- | -------------------------------------- | -------------------------------------- | -------------------------------------- |
| Positie:                               | 35                                     | 5                                      | 4                                      | 4                                      | 3                                      | 3                                      | 4                                      | 7                                      | 8                                      | 9                                      | 5                                      | 9                                      | 12                                     | 19                                     | 23                                     | 28                                     | 27                                     | 34                                     | 39                                     | 42                                     | uit                                    |